# كويك سيم
كويك سيم أو محاكاة الزلازل (بالإنجليزية: QuakeSim) هو مشروع تابع لوكالة ناسا لنمذجة أنظمة الصدع الزلزالي . بدأ المشروع في عام 2001 بتمويل من وكالة ناسا كمتابعة لمبادرة نماذج الزلازل العامة (General Earthquake Models GEM). تتطلب الطبيعة متعددة المقاييس للزلازل دمج أنواع البيانات والنماذج لمحاكاة عملية الزلزال وفهمها بالكامل. يُعد QuakeSim هو إطار عمل حسابي لنمذجة وفهم العمليات الزلزالية والتكتونية .
يركز مشروع QuakeSim على نمذجة العمليات الزلزالية من خلال عناصر حدودية مختلفة، وعناصر محدودة، وتطبيقات تحليلية، والتي تعمل على منصات مختلفة، بما في ذلك أجهزة الحاسوب المكتبية وأجهزة الحاسوب المتطورة. تتيح قاعدة بيانات جداول الزلازل QuakeTables للمصممين الوصول إلى البيانات الجيولوجية والجيوفيزيائية. أحد أهداف مشروع QuakeSim هو تطوير تحسينات كبيرة في جودة التنبؤ بالزلازل، وبالتالي التخفيف من مخاطر هذا الخطر الطبيعي.

## بوابة QuakeSim
تتيح بوابة QuakeSim للمستخدمين الوصول إلى البيانات واستيعابها في النماذج والمحاكاة. فهي توفر البنية التحتية الحسابية للمشروع بأكمله. يمكن لمستخدمي QuakeSim إنشاء حساب والتفاعل مع البيانات والبرامج المختلفة عبر البوابة. تتكون بوابة QuakeSim من بوابات تتضمن:
- مرافق الوصول إلى بيانات نظام التموضع العالمي GPS في الزمن الحقيقي والأرشيف
- أدوات تحليل السلاسل الزمنية، بما في ذلك ST_Filter وRDAHMM
- أدوات توليد الشبكة ومحاكاة العناصر المحدودة اللزجة المرنة (GeoFEST)
- طرق نمذجة الصدع المرنة القائمة على أوكادا (Disloc، وهو نموذج أمامي، وSimplex لعكس البيانات الجيوديسية).

## جداول الزلزال
تُعد جداول الزلازل QuakeTables هي قاعدة البيانات المستخدمة للوصول إلى المعلومات الخاصة بـ QuakeSim. تتضمن المعلومات الموجودة في تلك الجداول ما يلي:
- بيانات الصدع الزلزالي القديم
- بيانات تشوه السطح وفقًا لنظام تحديد المواقع العالمي (GPS)
- بيانات الزلازل
- مخططات التداخل المعالجة بواسطة الرادار ذي الفتحة التركيبية التداخلية ( InSAR ) من الأقمار الصناعية الموجودة

تلعب هذه المعلومات دورًا كبيرًا في عملية التنبؤ بالزلازل والتخفيف من الأضرار الناجمو عنها. وتسمح المعلومات بإنشاء عمليات المحاكاة واستخراج البيانات. وهذا من شأنه أن يُحسن القدرة على التنبؤ بالزلازل المحتملة. يؤدي هذا، إلى جانب نمذجة التوهين وتأثيرات الموقع، إلى فهم أفضل للحركة الأرضية المحتملة، مما يسمح بفرصة تحسين الاستجابة الهيكلية.

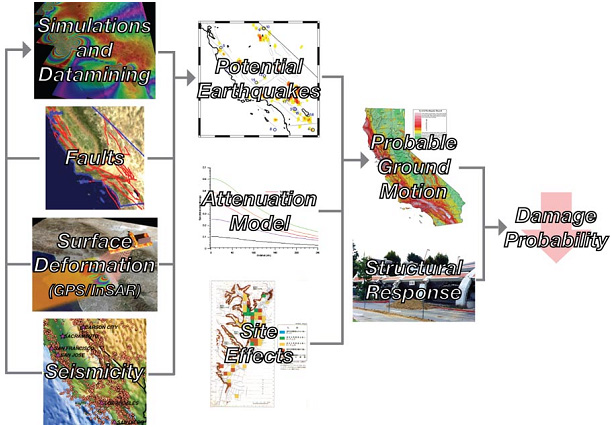
الشكل 1. عملية تقدير احتمالية الضرر

## البرمجيات المطورة
يتضمن مشروع QuakeSim العديد من التطبيقات. يُستخدم تطبيقات مثل GeoFEST وPARK وVirtual California لنمذجة جوانب مختلفة من دورة الزلزال.

## مهام ناسا المتعلقة بـ QuakeSim
يستخدم QuakeSim بيانات نظام تحديد المواقع العالمي (GPS) من وكالة ناسا ، والمؤسسة الوطنية للعلوم ، وشبكة نظام تحديد المواقع العالمي المتكاملة (GPS) في جنوب كاليفورنيا التابعة لهيئة المسح الجيولوجي الأمريكي (SCIGN). كما قامت QuakeSim أيضًا بإنشاء البنية الأساسية الحسابية لمهمة DESDynI (التشوه وبنية النظام البيئي وديناميكيات الجليد) التي خططت لها وكالة ناسا، والتي جرى إلغاؤها في عام 2012. من المقرر أن يقوم برنامج DESDynI (الذي يُنطق ديستني) بإطلاق أجهزة InSAR و LIDAR لدراسة المخاطر والتغير البيئي العالمي.

## الجهات المشاركة
- مختبر الدفع النفاث التابع لوكالة ناسا (القائد)
- جامعة براون
- جامعة إنديانا
- ناسا ايمز
- جامعة كاليفورنيا، ديفيس
- جامعة كاليفورنيا، إيرفين
- جامعة جنوب كاليفورنيا

## روابط خارجية
- جداول الزلزال
- بوابة QuakeSim
- موقع QuakeSim.org
- desdyni.org
- قاعدة بيانات QUAKESIM Fault لولاية كاليفورنيا، ملخص نسخة محفوظة 6 فبراير 2012 على موقع واي باك مشين.
- جوش شاموت، أدوات التحذير من الزلازل ، جيوتيمز (المعهد الجيولوجي الأمريكي)، أكتوبر 2003، تاريخ الوصول 16 أغسطس 2007
- سيجل، هـ.؛ لي، ب.، MSLT، طاولة الضوء متعددة الأسطح، أداة لعرض الأعطال تحت تضاريسها ، الاتحاد الجيوفيزيائي الأمريكي، اجتماع الخريف 2003، الملخص رقم S51B-06
- كريستين كول، بلدة كاليفورنيا الصغيرة هي محور جهود الجيولوجيين للتنبؤ بالزلازل ، جورج ستريت جورنال. 11 يوليو 2003، تاريخ الوصول 16 أغسطس 2007